# Diploma Supplement
Das Diploma Supplement (Diplomzusatz, Anhang zum Prüfungszeugnis, Studiengangerläuterung) ist eine im Zusammenhang mit der Schaffung des einheitlichen europäischen Hochschulraumes (sogenannter Bologna-Prozess) eingeführte und zur Nachweisführung über den Abschluss eines Studiums in einem nach dem ECTS modularisierten Studiengang vorgeschriebene öffentliche Urkunde. Das Dokument wird von der zuständigen akademischen Dienststelle (i. d. R. Prüfungsamt, Studierendensekretariat o. ä.) kostenfrei ausgestellt. Sie wird entweder zugleich mit dem Prüfungszeugnis ausgehändigt oder auf Antrag ausgestellt. Sie kann in jeder beliebigen Sprache ausgefertigt werden; eine englische Fassung ist neben der landessprachlichen üblich. 
Im Diploma Supplement wird der abgeschlossene Studiengang detailliert erläutert. Die Gliederung des Dokumentes folgt einer Vorgabe der Hochschulrektorenkonferenz. Es sind insbesondere auch Angaben zu machen über:
- Zugangsvoraussetzungen (Zulassung zum Studium)
- Kompetenzziele
- Studieninhalte (Module); die Auflistung sämtlicher besuchter Veranstaltungen mit Note gehört nicht in ein Diploma Supplement, obwohl dies teilweise so gehandhabt wird. Eine solche Übersicht ist dem sogenannten Transcript (of Records) vorbehalten.
- Berufliche (besonders auch berufsständische) Verwendbarkeit der im Studium erworbenen Kenntnisse (aufbauende Studiengänge, Promotion, Laufbahnen des öffentlichen Dienstes, sogenannte „reglementierte“ Berufe).

Das Diploma Supplement ist seit 2005 Teil des Portfolios des europäischen Bildungspasses, genannt Europass. Für Abschlüsse aus der Berufsbildung steht im Europass die Europass-Zeugniserläuterung zur Verfügung.